# Kelchzange

Kelchzange

Die Kelchzange ist ein Werkzeug, welches zum Verbinden von Rohrleitungen verwendet wird. 
Konkret dient die Kelchzange der Weitung von Rohrenden. Dazu wird die Zange bis zum Anschlag in das Rohr eingeführt. Werden nun die Griffenden zusammengedrückt, weitet sich das Rohrende aus und nimmt dabei die Form eines Kelches an. Je nach der Härte des Materials (zum Beispiel Kupfer oder Blei) wird das Rohrende vorher erwärmt. Das Verlöten der Kelchnaht erfolgt mittels Weich- oder Hartlot.